# Parafia Trójcy Świętej w Tulonie
Parafia Trójcy Świętej – etnicznie grecka parafia prawosławna w Tulonie. 